# پیکنیک پوینت-نورت لینوود (واشینگتن)
پیکنیک پوینت-نورت لینوود (به انگلیسی: Picnic Point-North Lynnwood) یک منطقهٔ مسکونی در ایالات متحده آمریکا است که در شهرستان اسنوهومیش، واشینگتن واقع شده‌است. پیکنیک پوینت-نورت لینوود ۱۹٫۳ کیلومتر مربع مساحت و ۲۲٬۹۵۳ نفر جمعیت دارد.